# MINAMIS
MINAMIS（ミナミズ）は日本の4人組パンク・バンド。

## 概要
- あいみょんやSuchmosを輩出した老舗ライブハウス「渋谷La.mama」プロデューサーがいま最注目しているアーティスト[1]。
- 渋谷La.mamaを拠点に活動し、自主企画「CFC=CHABASHIRA FIGHT CLUB」を定期的に行なっている。

- 篠原の発案で2017年から「絹ごしアワー」というYouTubeラジオ番組を投稿している。
- 2020年12月12日に初の有観客ワンマンライブを開催。また、その日にスタッフからサプライズで翌年2021年12月16日に渋谷クラブクアトロにてワンマンライブが決定していることを告げられた。
- 来歴はMINAMIS公式サイトの「BIOGRAPHY」に詳しい。
- 楽曲はMINAMIS公式サイトの「DISCOGRAPHY&LYRICS」に詳しい。

## メンバー
南雲健太 - ボーカル・ギター(神奈川県藤沢市出身 1992年8月13日-)
- 元々はサッカー少年。子供の頃から誰とでも仲良くなれる性格だった。
- 中学2年生の頃からギターを触り始める。高校の時、同級生だったはむざが所属するバンド「テトラポット」を見てバンドをやりたいと決意。
- 影響を受けたアーティストはBUMP OF CHICKEN、ELLE GARDEN、Oasis、浜田省吾、Mr.Children、Hi-STANDARD、MISIAなど。
- 明治大学情報コミュニケーション学部出身。
- 大学時代、ソロシンガーソングライターとして活動。渋谷La.mamaとの出会いは下記。

```
「渋谷　ライブハウス　新人」で検索をかけたらLa.mamaが出てきたので、ここだ！と思って連絡をしたのが出会いのきっかけ
[
2
]
```

- 一度就活のために音楽活動を休止。しかしLa.mamaプロデューサー河野大輔に引き止められ、就活をやめ音楽に専念。
- 身長は187cm。一方で牛乳が嫌いなので世の子ども達に「牛乳飲まなくても背は伸びる」と伝えたいと話している。他にチーズ・湯むきしていないトマト・バナナが苦手。
- 篠原いわく「南雲さんは酔っ払うと家に帰る癖がある」。

小杉優斗(はむざ) - ベース(1992年7月9日-)
- 小・中までサッカーをやっていたが、ポルノグラフィティの「メリッサ」でベースに目覚め、中１でベースを始める。
- 影響を受けたのは東京事変、BUMP OF CHICKENなど。
- １年間の浪人後、早稲田大学社学科学部に入学しブラックミュージックサークル「THE NALEIO」に所属。そこで篠原・髙坂と出会う。
- NHK「金曜日のソロたちへ」(2020年9月16日放送)で、都内の銭湯で住み込みのアルバイトをしながら生活をしていることを明かした。(その後BREIMENの高木祥太らと同居。)
- 料理が好きで、自らを「食い道楽」と話している。特に好きなのは「卵料理」。好きな本は吉本ばななの「キッチン」。

髙坂研多 - ギター(船橋出身 1993年7月30日-)
- 小・中と野球をやっており、子供の頃の夢は野球選手。いまも週１、２回はバッティングセンターに通う。
- 兄の影響でスピッツ、BUMP OF CHICKEN、レミオロメンなど音楽が身近にあり、中学2年生頃からアーティストになりたいと思い始める。高１からギターを始め、軽音楽部に所属。
- 一番最初に影響を受けたのはB'z the Best "Pleasure"
- 早稲田大学政経学部に入学
- 座右の銘は「夜と霧」から「人生から何を与えてもらうかではなく、人生に何を与えることができるか」。
- バンドをやっていなかったら、ジャーナリストになっていた。
- 好きなタイプは「カフェで写真を撮らず、一人でいただきますと言って食べている女の子」
- 嫌いな食べ物は生魚、キノコ。ただし場の雰囲気を壊したくないので、みんなで寿司屋に行く際は拒まないようにしている。また、生魚は嫌いでもするめ、生しらすは好き。

篠原佑太 - ドラムス(1994年3月8日-)
- MINAMISのグッズデザインを担当。コロナ禍で制作したアパレル類はすべて手刷りで「自分が何者かわからなくなった」。
- La.mama再生プロジェクト第１弾のトートバッグの発案者。
- 幼稚園年長〜高３までサッカーをやっていた。中３の時、サッカー部の仲間に誘われてドラムを始める。
- 音楽が好きになったきっかけはRADWIMPS,BUMP OF CHICKEN。ドラムはELLE GARDEN、東京事変、Hi-STANDARDなどから影響を受けた。
- 早稲田大学出身。大学時代はエドガー・サリヴァンのメンバーとしても活動(-2016)。
- BREIMENの高木曰く「大学のサークルの新入生歓迎で、toeの柏倉みたいなドラムを叩いてたのが篠原」。
- バンドをやっていなかったら数学の先生をやりたかった。
- はむざ曰く「服オタク寄りの服の買い方をする」。
- 足立佳奈のサポートメンバーとしても活動。